# Christian Viet
Christian Viet (* 27. März 1999 in Buxtehude) ist ein deutscher Fußballspieler. Er ist defensiv wie offensiv variabel einsetzbar und steht beim MSV Duisburg unter Vertrag.

## Karriere
Viet wurde im niedersächsischen Buxtehude im Hamburger Umland geboren, wuchs im nahegelegenen Sauensiek auf und spielte für einen vom SV Ahlerstedt/Ottendorf sowie vom Heeslinger SC verantworteten Jugendförderverein. Bereits als er 13 Jahre war, bekundete der FC St. Pauli sein Interesse an ihm und er „sollte zum Probetraining“, doch er zog es vor „lieber weiter mit meinen Freunden zuhause [zu] spielen“, ehe sein Förderer Jörg Fock erneut den Kontakt zu den „Kiezkickern“ herstellte und Christian dann in das Nachwuchsleistungszentrum des Stadtteilvereins aus Hamburg wechselte. Bis zum Ende der Saison 2016/17 kam Viet bei den A-Junioren (U19) in der A-Junioren-Bundesliga zum Einsatz. Am letzten Spieltag stand der 18-Jährige unter dem Cheftrainer Ewald Lienen erstmals im Spieltagskader der Profis, wurde jedoch nicht eingewechselt. Die Saison 2017/18 begann er bei der U19, für die er bis zur Winterpause 14-mal (2 Tore) zum Einsatz kam. Nach der Winterpause gehörte Viet dem Kader der zweiten Mannschaft an, für die er im September und November bereits jeweils ein Spiel in der viertklassigen Regionalliga Nord absolviert hatte. Bis zum Saisonende folgten 15 weitere Regionalligaeinsätze; für die U19 kam Viet im März noch zu einem weiteren Einsatz. In der Juniorenbundesliga spielte er ausschließlich auf dem linken offensiven Flügel, bei der zweiten Herrenmannschaft hingegen in der Verteidigung sowie im defensiven Mittelfeld. Zur Saison 2018/19 rückte Viet fest in den Regionalligakader auf. Auch in der Folge bekleidete Viet in der U23 wechselnde Positionen und absolvierte in dieser Spielzeit 21 Ligaspiele (20-mal von Beginn).
Auch in der Saison 2019/20 gehörte Viet dem Kader der zweiten Mannschaft an. Er absolvierte bis März, als die Spielzeit wegen der COVID-19-Pandemie unterbrochen wurde, 18 Spiele (13-mal von Beginn) und erzielte 2 Tore. Die 2. Bundesliga wurde im Gegensatz zur Regionalliga ab Mitte Mai fortgeführt, woraufhin Viet vom Cheftrainer Jos Luhukay ab dem 26. Spieltag regelmäßig für den Zweitligakader nominiert wurde. Am 30. Spieltag stand der 21-Jährige dann beim 0:2 gegen den VfL Bochum vor dem Innenverteidiger Marvin Senger, der ebenfalls sein Debüt gab, und neben Johannes Flum im defensiven Mittelfeld in der Startelf und wurde nach einer Stunde ausgewechselt. Auch am 31., 33. und 34. Spieltag wurde Viet jeweils von Beginn an eingesetzt und bekleidete in verschiedenen Spielsystemen Positionen im offensiv ausgerichteten wie im zentralen Mittelfeld.
Zur Saison 2020/21 erhielt Viet einen bis Juni 2023 gültigen Profivertrag. Unter dem Cheftrainer Timo Schultz kam er jedoch nur zu drei Einwechslungen in der Schlussphase der Saison. Daneben kam er zu vier Regionalligaeinsätzen, ehe die Regionalliga Nord aufgrund der Corona-Pandemie ab November 2020 nicht mehr fortgeführt werden konnte.
Nach drei Einwechslungen zum Beginn der neuen Saison wechselte der 22-Jährige Ende August 2021 am letzten Tag der Transferperiode bis zum Ende der Saison 2021/22 auf Leihbasis in die 3. Liga zur zweiten Mannschaft von Borussia Dortmund. Dort kam er unter Enrico Maaßen 30-mal in der Liga zum Einsatz und stand 26-mal in der Startelf.
Zur Saison 2022/23 kehrte Viet nicht mehr zum FC St. Pauli zurück, sondern wechselte zum Zweitligisten SSV Jahn Regensburg, bei dem er einen Vertrag bis zum 30. Juni 2024 unterschrieb. Im Sommer 2025 verließ er Regensburg und wechselte zum Drittligaaufsteiger MSV Duisburg.